# 詹姆斯·贝利
詹姆斯·L·贝利（英語：James L. Bailey，1957年5月21日—），美国NBA联盟前职业篮球运动员。他在1979年的NBA选秀中第1轮第6顺位被西雅图超音速选中。